# Allassac
Allassac (okzitanisch Alaçac) ist eine französische Gemeinde im Département Corrèze am westlichen Rand des Zentralmassivs. Die Gemeinde ist Mitglied des Gemeindeverbandes Communauté d’agglomération du Bassin de Brive. Die Einwohner nennen sich Allassacois(es).
Die Partnergemeinde ist seit 2022 der Markt Lehrberg eine Gemeinde in Mittelfranken/Bayern Deutschland.

## Geografie

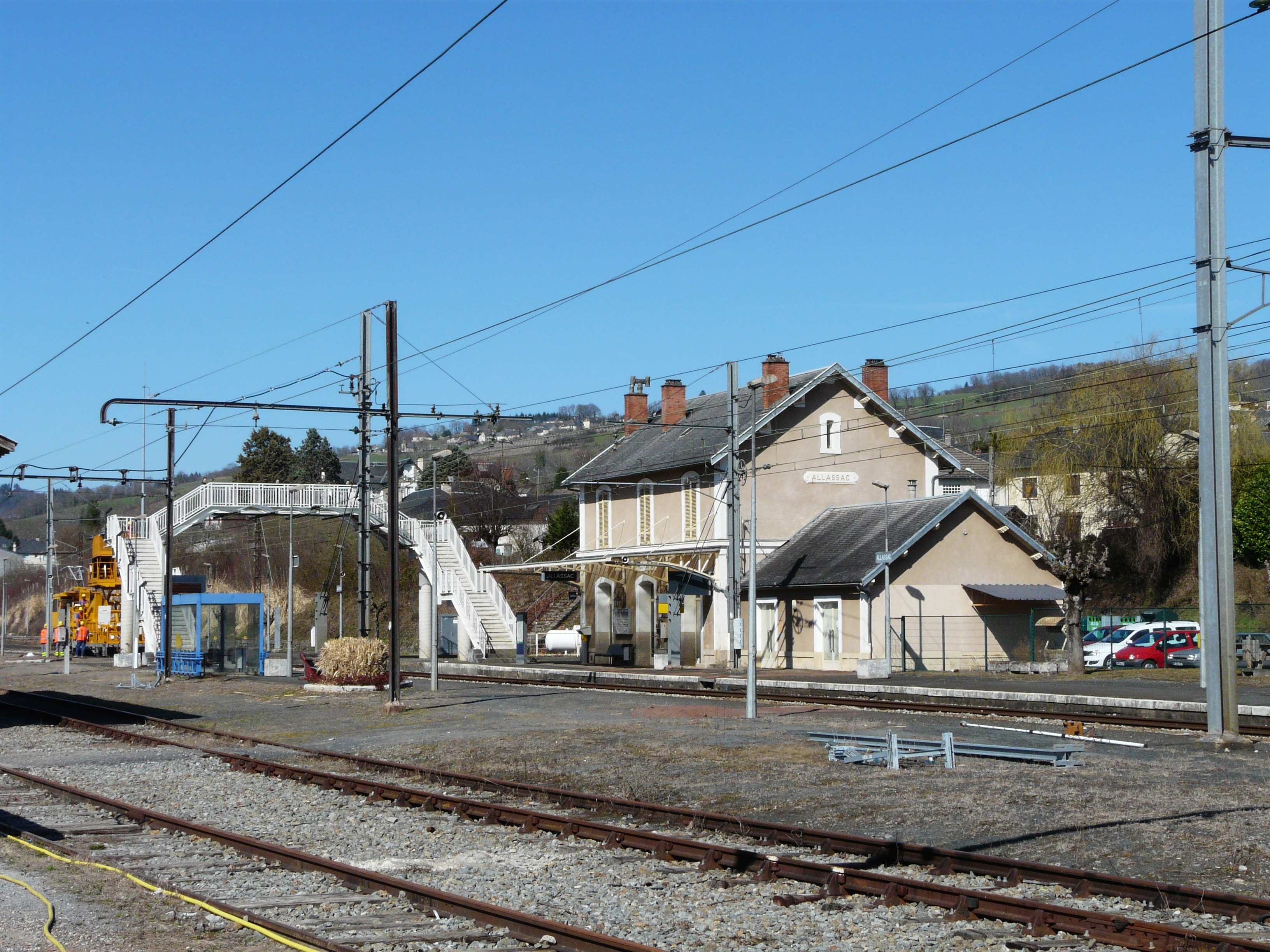
Allassac: Bahnhof

Tulle, die Präfektur des Départements, liegt ungefähr 35 Kilometer östlich, Brive-la-Gaillarde etwa 15 Kilometer südöstlich und Uzerche rund 29 Kilometer nordöstlich. Im Bassin von Brive gelegen, wird die Stadt und ihr gesamtes Gebiet von drei Flussläufen bestimmt: der Vézère, ein rechter Nebenfluss der Dordogne, der Loyre, ein rechter Zufluss der Vézère und der Clan, ein indirekter Zufluss zur Corrèze.

### Nachbargemeinden
Nachbargemeinden von Allassac sind Estivaux im Norden, Saint-Bonnet-l’Enfantier im Nordosten, Sadroc und Donzenac im Osten, Saint-Viance, Varetz und Yssandon im Süden, Jugeals-Nazareth im Südwesten sowie Saint-Aulaire, Objat und Voutezac im Westen.

### Verkehr
Die Anschlussstelle 48 zur Autoroute A20 liegt etwa fünf Kilometer südöstlich. Im Zentrum des Ortes befindet sich der Bahnhof, der ein Haltepunkt der Linie Orléans-Montauban ist.

## Geschichte
Funde aus der Mittelsteinzeit belegen eine lange Besiedlungsgeschichte des Gebietes. Gegründet zwischen dem 1. und 3. Jahrhundert n. Chr. kommt der Name etymologisch aus dem gallisch-römischen Sprachraum, belegt durch das Suffix -acum, im Okzitanischen wurde daraus ac und bezeichnet einen Ort oder Hof bzw. ein Gut. So würde Allassac Gut des Alacius bedeuten. Mehrere Schiefersteinbrüche zur Herstellung von Schieferschindeln ermöglichten einen raschen wirtschaftlichen Aufschwung der Stadt. Eine erste Erwähnung erfuhr der Ort im Testament des Aredius von Limoges und hieß dann im Jahre 947 Alaciaco. Im Mittelalter wurde die Stadt zu einem Lehen der Abtei von Saint-Martial in Limoges, danach wurde sie unter anderem zum Lehen der Familie Roffignac. Später dann im 14. Jahrhundert wurde der Ort mit einer zweiten Befestigungsmauer, die 17 Türme, 8 Pforten und 6 Schlösser umfasste, umgeben. Während des 16. und 17. Jahrhunderts erfuhr Allassac ein ständiges Wachstum, getrieben vor allem durch die Produktion von Schieferschindeln und Pökelware. Ein weiteres Standbein der Wirtschaft war der Weinbau, der aber durch das Auftauchen der Reblaus Ende des 19. Jahrhunderts vollständig zum Erliegen kam. Die letzten Schiefersteinbrüche schlossen 1997, um jedoch seit 2006 eine Renaissance zu erfahren.

### Wappen
Beschreibung: In Schwarz und Silber geteilt und in Gold gespalten. Vorn ein rotgezungter goldener Adler mit goldenen Kleeblättern auf den Flügeln über einen dreilätzigen roter Turnierkragen und hinten ein roter aufrechter Löwe.

## Bevölkerungsentwicklung
| Jahr      | 1962 | 1968 | 1975 | 1982 | 1990 | 1999 | 2006 | 2018 |
| Einwohner | 3619 | 3448 | 3474 | 3532 | 3379 | 3366 | 3601 | 3941 |

## Wirtschaft
Allassac ist heute vorwiegend landwirtschaftlich geprägt (Obstbau und Rinderzucht (Limousin-Rinder)). War der Ort noch bis ins 19. Jahrhundert für seine Weine berühmt, so wird heute eine Fläche von fünf Hektar auf Schieferböden wieder mit Reben bepflanzt.

## Sehenswürdigkeiten
- Der Tour de César, ein Wehrturm aus dem 12. und 14. Jahrhundert, ist seit dem 22. August 1949 als Monument historique klassifiziert.[4]
- Der Herrensitz, genannt alte Schule der Türme (ancienne École des Tours), ein Profanbau aus dem 15. und 16. Jahrhundert, ist seit dem 23. August 1993 als Monument historique klassifiziert.[5]
- Die Brücke von Saillant, eine Brücke über die Vézère aus dem 16. Jahrhundert, ist seit dem 22. März 1933 als Monument historique klassifiziert.[6]
- Die Église de la Décollation de Saint-Jean-Baptiste (Kirche der Enthauptung Johannes des Täufers), ein Sakralbau aus dem 12. und 14. Jahrhundert, ist seit dem 24. Oktober 1914 als Monument historique klassifiziert.[7]

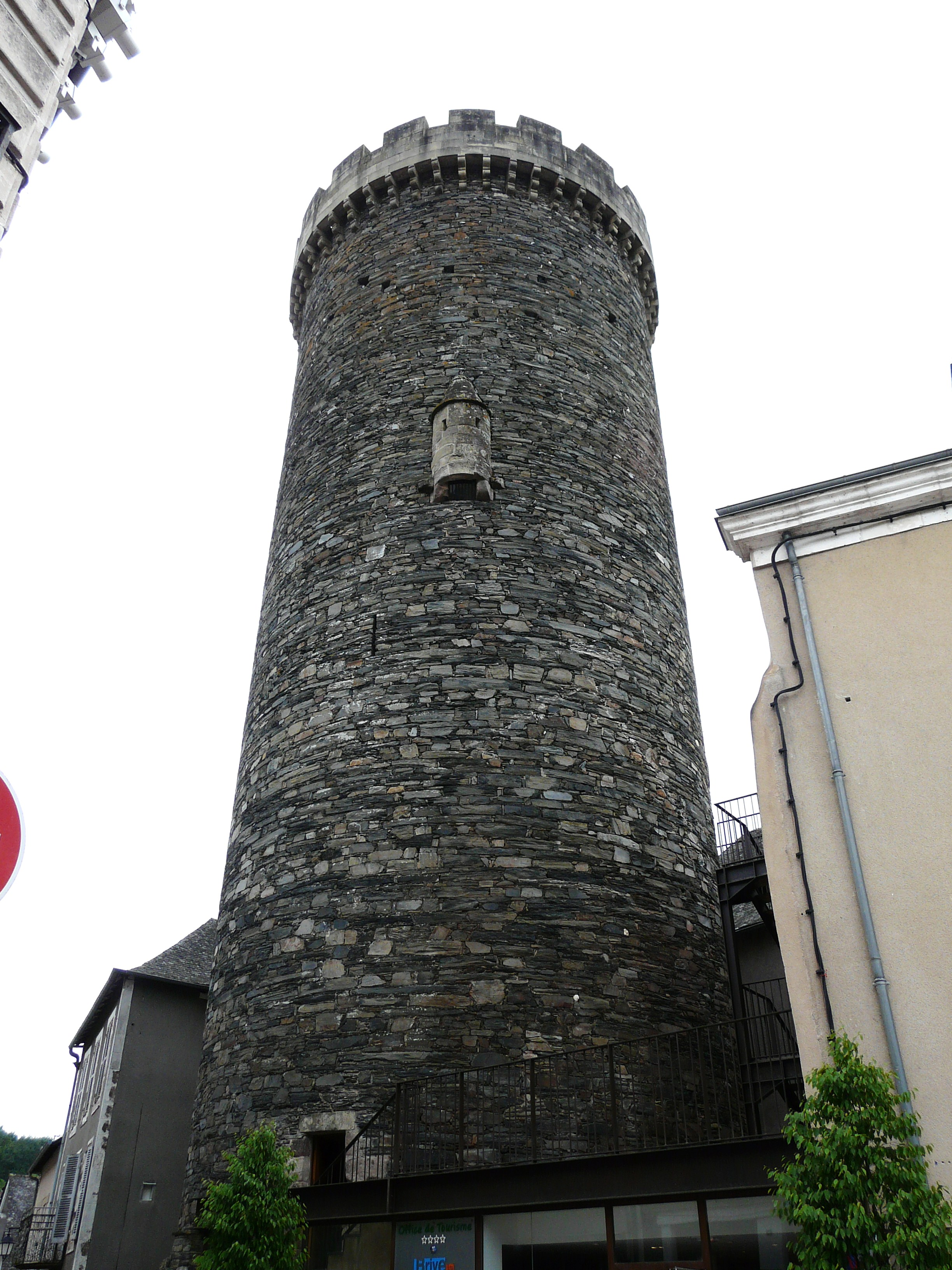
Der Turm César
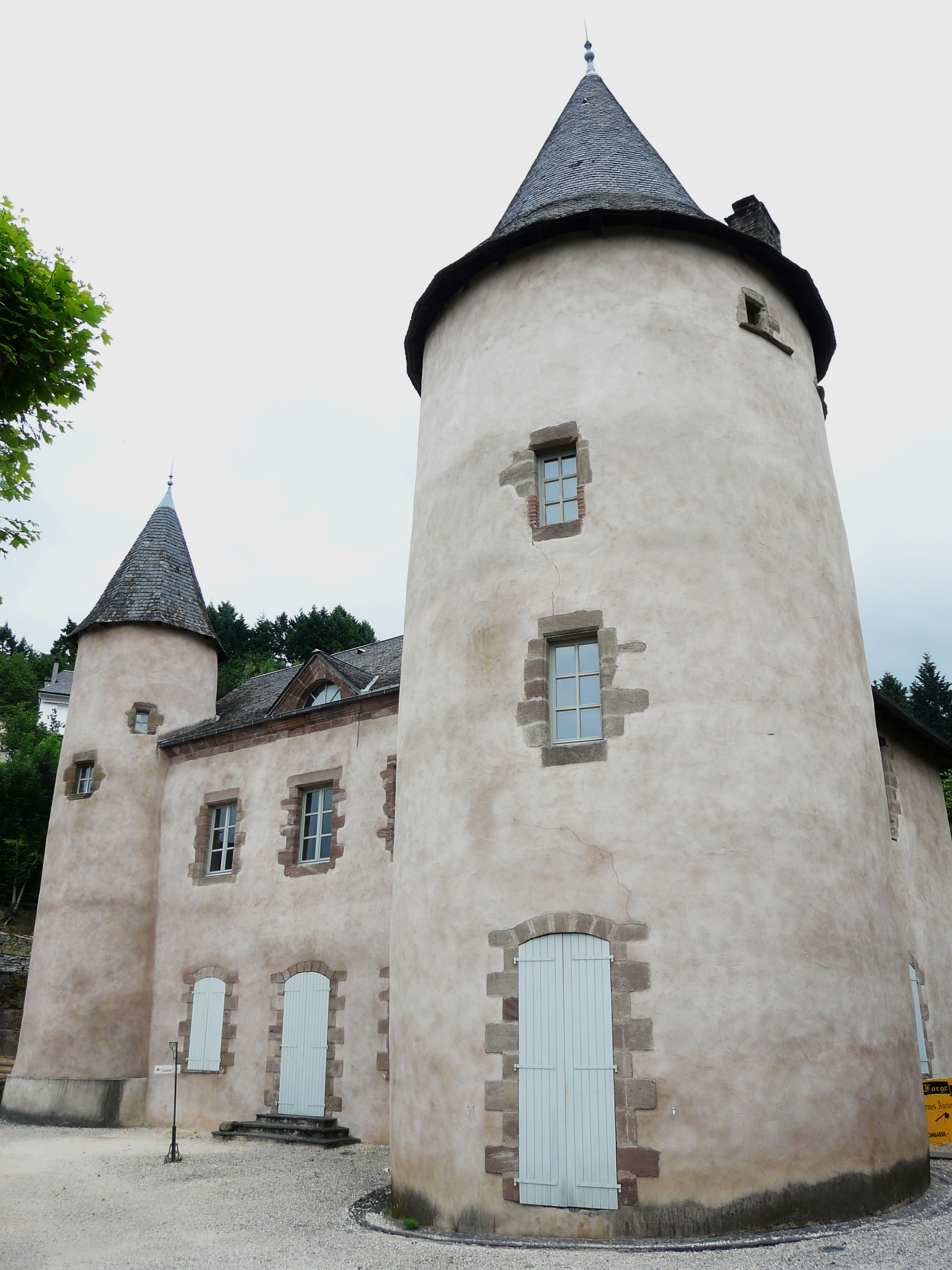
Herrensitz – École des Tours
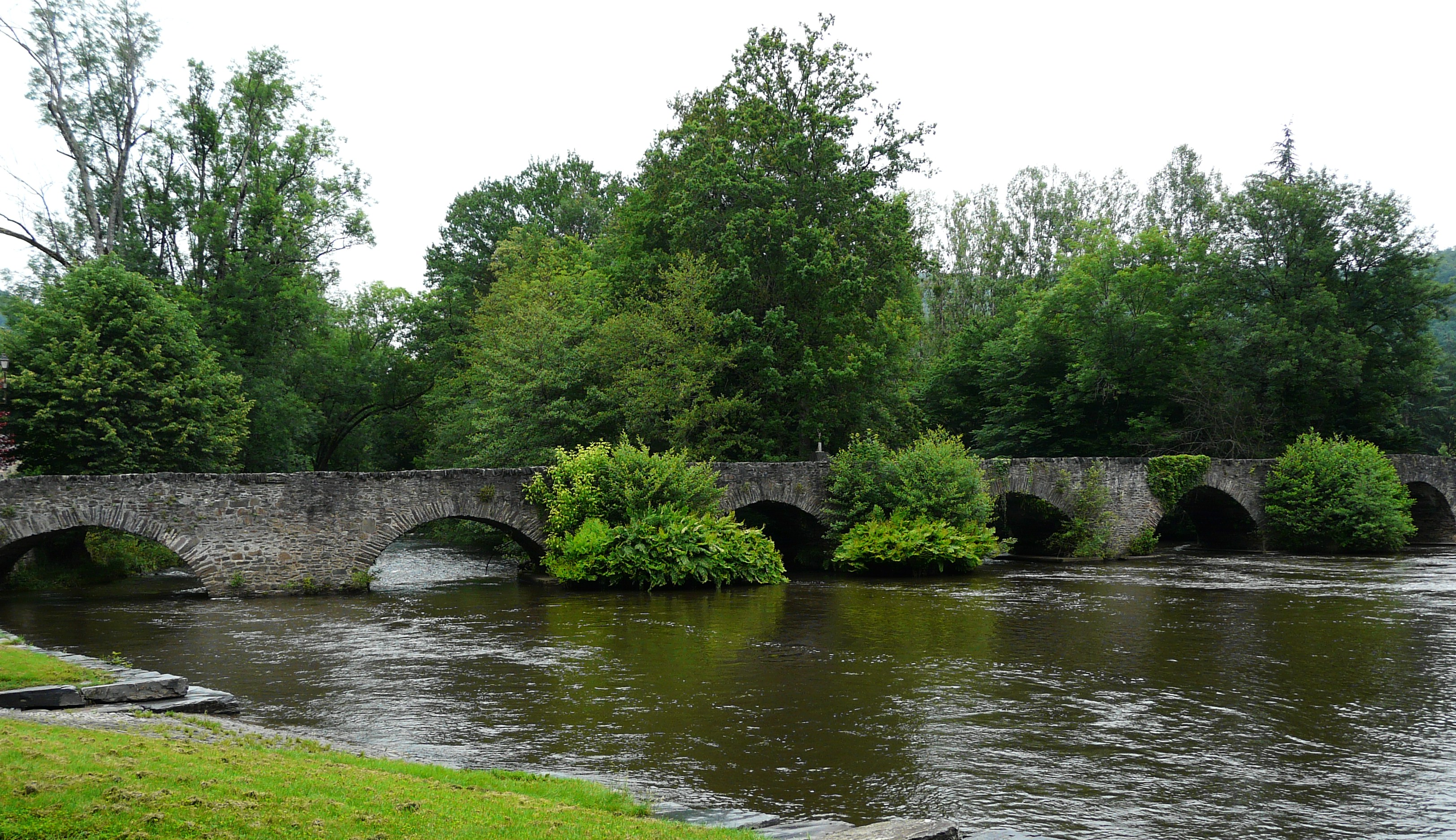
Brücke von Saillant
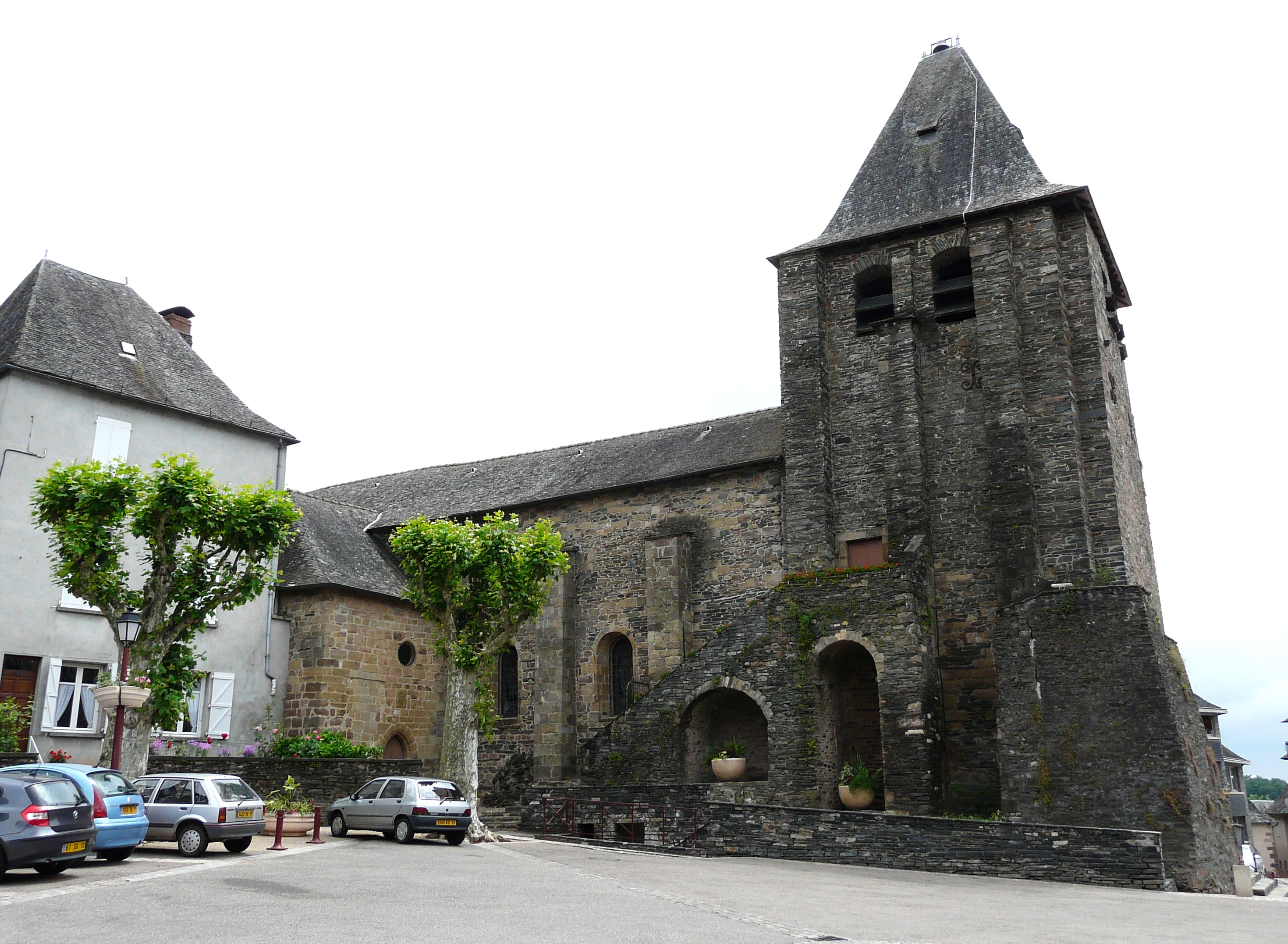
Kirche der Enthauptung Johannes des Täufers

## Persönlichkeiten
- Raynaud de la Porte (1260–1325), Erzbischof von Bourges und Kardinal von Ostia
- Georges Mamy (1921–1997), französischer Journalist und Schriftsteller